# Mozart, l'opéra rock
Ne doit pas être confondu avec Mozart!.
Mozart, l'opéra rock est un spectacle musical français mis en scène par Olivier Dahan et produit par Dove Attia et Albert Cohen. Il retrace de façon romancée la vie de Wolfgang Amadeus Mozart, de son adolescence tumultueuse jusqu'à sa mort en 1791, à l'âge de trente-cinq ans.

## Synopsis
Hieronymus von Colloredo-Mannsfeld vient de succéder au Prince-archevêque de Salzbourg. Cette nouvelle sonne le glas pour la famille Mozart, en particulier leur fils Wolfgang, compositeur de génie, esprit libre et jeune homme révolté. Le nouveau souverain est un homme austère et autoritaire, peu porté sur la musique et profondément hostile à l'impertinence fougueuse du compositeur. Pour Mozart, la vie à Salzbourg devient vite intenable.
À 17 ans, il décide de quitter sa ville natale en compagnie de sa mère : il part en quête d'un avenir meilleur à travers l'Europe. Le périple du compositeur est jalonné d'échecs et de déceptions cruelles, ponctué par la désapprobation inquiète de son père et le soutien indéfectible de sa sœur.
Aucune cour ne l'engage, sa carrière est au point mort. Le génie connaît sa première déception amoureuse avec sa muse, Aloysia Weber, laquelle est incapable de le comprendre. Il affronte la perte de sa mère à Paris, ville qui le rejette et l'humilie.
Mozart réintègre sa vie austère et terne à Salzbourg lorsqu'il apprend le décès de l'Impératrice d'Autriche. Le compositeur doit accompagner son employeur Colloredo pour rendre hommage au nouvel Empereur, Joseph II du Saint-Empire romain germanique. À Vienne, capitale européenne de la musique, le destin du compositeur se scelle.
Mozart va connaître l'amour en la personne de Constance Weber, la gloire avec L'enlèvement au sérail et la rivalité via la relation ambiguë qui le lie à Antonio Salieri... À son ascension fulgurante succéderont la chute et la misère. Il va mourir dans le plus grand dénuement en laissant sa plus belle œuvre, le Requiem, inachevée.

## Argument détaillé[1]

### Acte I
Le spectacle s'ouvre sur le solo d'un violoniste. Son morceau achevé, le musicien narre les débuts remarqués du jeune Mozart et annonce l’ascension de Hieronymus von Colloredo-Mannsfeld.
Contrairement à son prédécesseur, Colloredo est un homme austère et conservateur. Il décourage les arts et réprouve tout comportement indocile. Ce changement n'augure rien de bon pour la famille Mozart, laquelle œuvre à son service.
Lorsque Leopold Mozart demande à partir en tournée avec son fils de dix-sept ans, le compositeur prodige Wolfgang, il fait face à un rejet absolu : Colloredo refuse et suggère aux Mozart de démissionner s'ils ne sont pas satisfaits de leur poste. Leopold et sa fille aînée Nannerl déplorent l'état moribond où végète Salzbourg et la soumission imposée par Colloredo (Penser l'impossible). Galamment accompagné, volage et excentrique, Wolfgang fait une entrée fracassante sur scène. Le jeune homme apprend la mauvaise nouvelle : le nouveau Prince-archevêque ne consent pas à le laisser quitter la ville et son service.
Wolfgang encourage son père à partir malgré tout. Leopold lui rappelle qu'il ne peut quitter ainsi la ville : il est obligé de rester car il doit assurer la sécurité financière de la famille. Son fils refuse de laisser Colloredo l'emporter. Il est prêt à quitter Salzbourg, seul s'il le faut. Sa mère, Anna Maria, se propose de l'accompagner. À contrecœur, Leopold consent à laisser partir sa femme et leur garçon. Il pose toutefois une condition : le jeune compositeur devra vite trouver une situation car « un musicien sans emploi n'est qu'un vagabond, un saltimbanque méprisé de tous ». Anna Maria et Wolfgang partent pour Mannheim. Les Mozart ignorent que Colloredo a déjà envoyé une missive au prince, s'assurant que Wolfgang ne trouvera pas d'emploi auprès de lui.

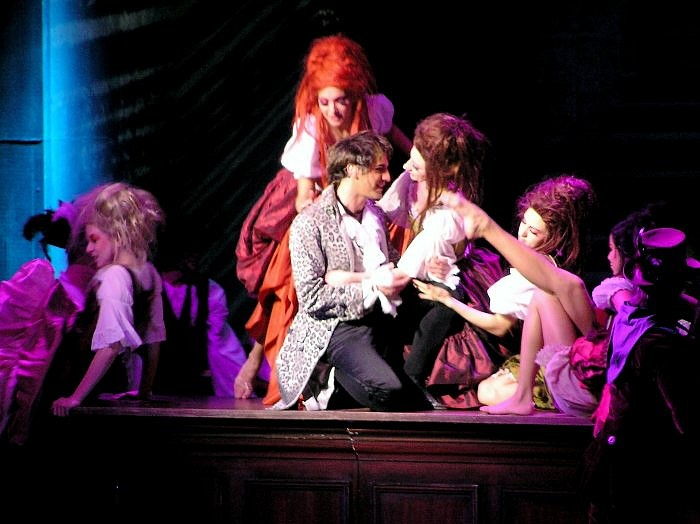
Mozart débarque à Mannheim.

Mère et fils se retrouvent dans une auberge animée de Mannheim (La chanson de l'aubergiste), où Mozart et ses musiciens fêtent en grande pompe leur premier concert. Emporté par la fougue, Mozart raconte son rêve : écrire un grand opéra… En allemand ! Certains clients de la taverne l'interpellent : ils lui signalent que tous les opéras sont rédigés en italien et le rabaissent ouvertement. Wolfgang riposte aussitôt. Avec aplomb, il rejette leurs médisances et retourne leurs mesquineries contre les clients (Le Trublion). Une bagarre éclate.
Anna Maria et Wolfgang prennent la fuite à l'arrivée de la police. À la suite de cette mésaventure, ils font la rencontre de Fridolin Weber. Le copiste, bien conscient du prestige musical du jeune homme, leur propose de retranscrire gratuitement toutes ses compositions et de l'aider à les diffuser. Il négocie toutefois une petite faveur : rendre visite à sa famille. Wolfgang accepte le marché, malgré la réticence de sa mère.
Toutefois, Fridolin et son épouse Cecilia Weber n'agissent pas ainsi par charité ou amour des Arts ; ils comptent se servir de Mozart pour œuvrer à la popularité de leur fille, Aloysia. La belle soprano doit prochainement être présentée à la princesse d'Orange. Avec l'aide de Wolfgang et le génie de ses créations, Aloysia pourrait enfin atteindre la célébrité. 

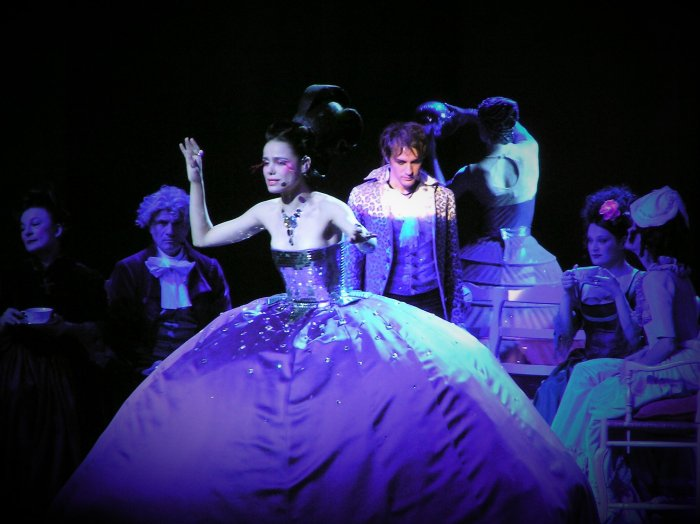
La première apparition d'Aloysia.

Le jeune homme est présenté aux filles Weber : la benjamine Sophie, l'aînée Josepha et la cadette Constance. D'emblée, Constance se démarque de ses sœurs par sa nature romantique et semble indifférente aux manigances de ses parents, se focalisant sur le piano plutôt que leurs convives. Son attitude déplaît fortement à Cecilia, bien consciente du caractère rêveur de sa cadette.
Toutefois, l'apparition sensationnelle d'Aloysia (Bim Bam Boum) éclipse d'emblée le reste de la fratrie. Elle fascine le compositeur par sa beauté et le séduit par la pureté de sa voix. Wolfgang tombe aussitôt amoureux de la chanteuse et renonce à ses autres commandes pour l'aider à préparer son entrevue avec la princesse.
Pour son malheur, Constance est déjà secrètement éprise du compositeur (Ah ! Vous dirais-je maman).
Anna Maria voit son fils négliger sa propre carrière au profit de celle d'Aloysia. Elle écrit à son mari dans l'espoir qu'il fasse entendre raison à Wolfgang. Quand ce dernier la rejoint, elle essaie de l'alerter sur la situation, lui rappelant qu'il a abandonné ses commandes et rejeté toute possibilité d'emploi stable. Mais Wolfgang voit en Aloysia son avenir et sa muse. Il balaie toutes les inquiétudes de sa mère.
Lors de la réception, Wolfgang et Aloysia déploient leurs talents musicaux respectifs. Le couple Weber tente de pousser la princesse d'Orange à s'intéresser à leur fille. Mais cette dernière est plus attirée par Wolfgang, avec qui elle discute passionnément.
A cette même réception, une dispute éclate entre Aloysia et Constance. Cette dernière accuse son aînée d'utiliser Wolfgang et de ne pas être honnête envers lui. Aloysia comprend que Constance est amoureuse et qu'elle jalouse la relation qui la lie au compositeur (Six pieds sous terre). Cette brouille infantile se finit sans esclandre. Ignorant toujours les sentiments de Constance, Wolfgang interrompt les sœurs : il annonce à Aloysia qu'elle sera bel et bien employée de la princesse d'Orange et semble prêt à lui consacrer sa vie.
Sur cette déclaration enflammée, Anna Maria fait irruption avec une lettre de Leopold (J'accuse mon père). Ce message trouble Wolfgang qui voit toutes ses angoisses et ses incertitudes se matérialiser sous l'apparence d'un clown moqueur. Par cette missive, il ordonne à Wolfgang de se rendre à Paris pour trouver du travail et de ne retourner auprès d'Aloysia qu'une fois sa carrière bien établie.
Wolfgang finit par capituler et fait ses adieux à Aloysia, lui promettant qu'il sera revenu dans quelques mois. Elle l'enlace et le supplie de rester, ce qu'il refuse tout en lui avouant son amour. Il la laisse en lui demandant de ne pas l'oublier. Mais la diva, dévastée par son départ qu'elle perçoit comme un abandon, lui hurle qu'elle le déteste. Déjà parti, Wolfgang ne l'entend pas.

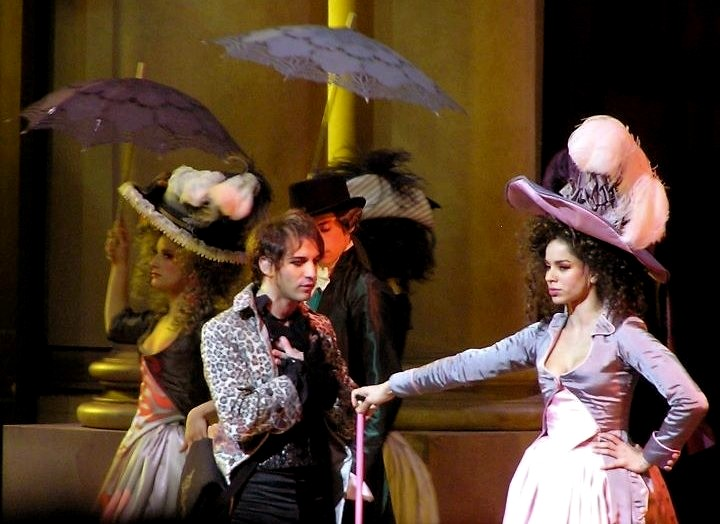
A Paris, Mozart est mal reçu.

Arrivé à Paris, Wolfgang tente de promouvoir sa musique et de trouver un emploi (Tatoue-moi). A son grand désarroi, il constate que la capitale française lui est hostile : personne ne semble intéressé par sa musique et il cultive les revers.
Durant leur séjour à Paris, sa mère tombe gravement malade. Ruiné, il n'est pas en mesure de payer un médecin. Elle meurt dans les bras de Wolfgang, impuissant face à la maladie (La Procession). Cette perte le laisse plus démuni et perdu que jamais. Dans un état délirant, il s'imagine une parade à la fois grandiose et grotesque (La Mascarade).
Wolfgang, rentré à Mannheim, retrouve Aloysia. Cette dernière semble troublée par leurs retrouvailles mais, portée par sa haine, elle se moque de ses vêtements de deuil et ne semble pas affectée par la mort d'Anna Maria. Resté profondément amoureux de la diva, il lui dit qu'il lui a composé de nouveaux airs. Toujours rongée par la rancune, Aloysia lui rétorque qu'elle travaille maintenant à l'opéra et qu'elle « croule sous les meilleures partitions ». Lorsque Wolfgang lui avoue qu'il espère encore l'épouser, elle paraît déstabilisée et montre enfin les sentiments qu'elle lui portait jadis. Un homme apparaît derrière eux. La mort dans l'âme, elle lui apprend qu'elle est fiancée à l'acteur Joseph Lange. Elle rejette la faute de leur fiasco amoureux sur Leopold et l'abandonne.
Réalisant à quel point il est seul et que toutes les portes se sont fermées devant lui, Wolfgang se promet « d'aller jusqu'au bout de sa musique ». Il déclare : « Wolfgang Amadeus Mozart. Trahi… Humilié… Vous salue bien. » (Je dors sur des roses).

### Acte II
Contraint et forcé, Wolfgang est revenu à Salzbourg. Il officie à nouveau au service de Colloredo. Il s'apprête à partir pour Vienne avec l'archevêque pour rendre hommage à l'Empereur Joseph II lors de son sacre. Lors d'une discussion avec son père, il apprend à ce dernier qu'il envisage de refaire sa vie à Vienne. Mais les relations entre le père et le fils sont plus que tendues. Leopold ordonne à Wolfgang de se plier aux demandes de l'archevêque et de retourner à Salzbourg après son voyage. Amer, il lui rappelle que sa négligence a entraîné la mort d'Anna Maria. Lassé par la culpabilité et l'insatisfaction de son père, Wolfgang ne l'entend pas ainsi : « Cette fois, je vais à Vienne pour moi. Pour ma musique ».
Après avoir quitté Leopold, le compositeur est confronté à Colloredo. Ce dernier lui réitère les injonctions déjà énoncées par Leopold. Lorsque Wolfgang tente de le raisonner, Colloredo reste sourd à ses demandes et le congédie en l'envoyant aux cuisines avec les autres domestiques. Ces derniers se moquent de lui et de son statut d'artiste. Les doutes de Mozart prennent à nouveau l'apparence du clown grimaçant, métaphore de son mal-être et de son manque d'amour-propre (Comédie-tragédie). Le harcèlement monte crescendo. Seule Nannerl lui témoigne son amour et son soutien.
Poussé à bout, Wolfgang informe Colloredo de sa démission. Désormais, il est libre. Il reprend confiance et montre une fois encore son caractère insoumis. Il procède à la diffusion de sa musique dans tout Vienne, où l’accueil est positif, et commence enfin à bâtir sa réputation (Place je passe).
La scène suivante s'ouvre sur un nouveau trio : le compositeur italien Antonio Salieri, sombre et taciturne ; le comte Rosenberg, intendant de l'empereur Joseph II, volcanique et pédant ; le librettiste Gottlieb Stéphanie, enthousiaste et candide. Ce dernier a récemment terminé un livret baptisé L'enlèvement au sérail. Stéphanie aimerait collaborer avec Mozart sur ce projet, au grand dam de Rosenberg. Lorsque l'empereur fait son apparition, Stéphanie persiste dans son choix. Face à l'intérêt du souverain, Rosenberg tente de décourager Joseph II : à son sens, Mozart n'est qu'un jeune prétentieux doublé d'un écervelé, qui se pique de composer un opéra allemand. L'empereur s'enquiert auprès de Salieri, un compositeur déjà bien établi et respecté au sein de sa cour. Salieri s'accorde avec Rosenberg sur le fait que l'idée de Wolfgang est insensée… Mais concède aussi qu'il est infiniment doué. En fin de compte, Joseph II décide d'accorder sa chance à Mozart. Sa décision provoque l'allégresse de Stéphanie et l'ire de Rosenberg.
Au plus fort de sa dispute avec Colloredo, Wolfgang prend pension chez les Weber. Ces dernières ont déménagé à Vienne après la mort de Fridolin. Elles louent des chambres dans l'espoir de joindre les deux bouts. Rêveuse et indocile, Constance est souvent en opposition avec Cecilia. Elle a décidé de renoncer à l'amour par peur d'avoir le cœur brisé (Si je défaille). A sa grande surprise, Constance découvre Wolfgang chez elle. Si Josepha et Sophie sont ravies de le revoir, Cecilia lui rappelle qu'il a abandonné Aloysia. Elle lui apprend ensuite, avec une joie sournoise, qu'Aloysia est mariée, célèbre et attend un enfant. Elle insiste sur le fait que Wolfgang doit se tenir à l'écart de ses autres filles à marier - et d'elle-même d'ailleurs, n'étant « pas du tout son genre ». Après le départ de leur mère, Josepha et Sophie le bombardent de questions sur ses succès viennois. Constance, notant sa pâleur, intervient et l'installe dans sa chambre. Josepha et Sophie, notant le regard énamouré que les deux jeunes gens échangent, parodient leur sœur et ses résolutions de célibat vite envolées (Si je défaille - reprise).
Le temps passe. Salieri et Rosenberg sont mandatés pour veiller à la bonne avancée de l'opéra. Quand ils arrivent, Stéphanie tente en vain de faire diversion. Mozart, plus dissipé que jamais et de nouveau amoureux, semble prendre son travail à la légère. Il batifole avec Constance, au grand dam de son librettiste et de sa diva, La Cavalieri. Rosenberg est consterné et Stéphanie peine à se faire entendre de son compositeur. C'est finalement Salieri qui attire l'attention de Mozart, après l'avoir calmement interpellé. Salieri lui explique qu'ils sont là au nom de l'Empereur et juge que sa réussite semble compromise. Agacé par cette remarque, Wolfgang lui demande comment il peut juger une œuvre dont il n'a pas entendu la première note. Rosenberg, furieux, martèle qu'il y a de toute façon « trop de notes ». Après une brève dispute, Rosenberg prend la porte. Wolfgang ne fait pas grande impression sur Salieri. D'une voix toujours posée, ce dernier lui assène : « Pourvu que votre musique soit à la hauteur de votre prétention ».
Lorsqu'il s'apprête à disposer, Wolfgang lui donne sa partition et lui demande son avis, de compositeur à compositeur. Il ajoute qu'il n'a pas besoin de partition et commence à diriger son équipe. Salieri est subjugué par la beauté de cette œuvre et l'habileté dont Mozart fait preuve. Cette découverte fait naître en lui des sentiments contradictoires, dont l'intensité égale la violence (Le bien qui fait mal). Surpris et piqué par ce talent incommensurable, Salieri met en garde Wolfgang : « Mozart, entendez mon conseil. Restez bien à votre place… Et tout ira bien entre nous ».
Salieri part et, satisfait de sa victoire, Wolfgang reprend son flirt avec Constance. Malheureusement pour les jeunes amants, Cecilia les prend sur le fait. La mère Weber avait tout prévu : avec l'aide du tuteur de ses filles, elle a fait rédiger une promesse de mariage. Si Wolfgang n'épouse pas Constance dans les trois ans, il devra verser à Cecilia la somme de 350 florins. Coincé et redoutant d'avance la réaction de Leopold, le jeune homme signe l'accord. Constance, ulcérée par ce piège, s'enfuit.

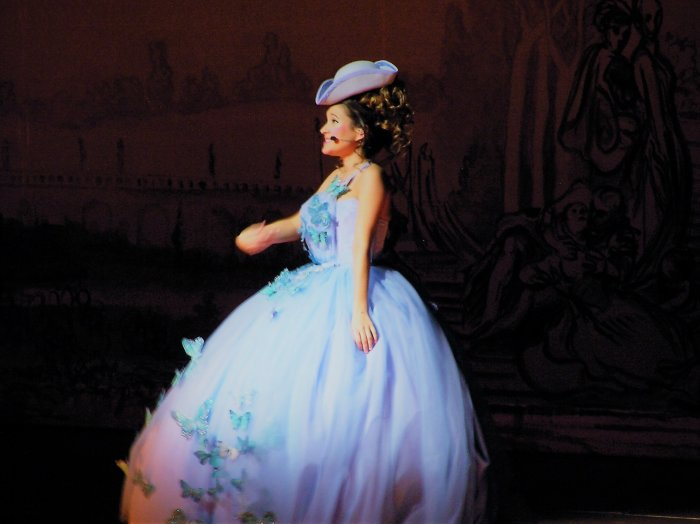
Nannerl, enchantée par le mariage de son frère et Constance.

À Salzbourg, Nannerl donne à son père des nouvelles de Wolfgang : le jeune homme se porte bien, Vienne lui offre une carrière prometteuse, la gloire et la fortune. Leopold, cependant, est bouleversé lorsqu'il apprend que son fils à l'intention d'épouser une Weber. Nannerl lui explique que le couple semble heureux et que Constance paraît sincère. Leopold reste impassible devant les arguments de sa fille. Mais Constance, de fait, est sincèrement éprise de Wolfgang (Les solos sous les draps).
De son côté, le compositeur confronte Constance. Il exige de savoir si elle savait quelque chose sur cette machination conjugale. Constance rétorque qu'elle l'aime : « Vous êtes la personne que j'aime le plus au monde. Si un jour vous décidez de m'épouser, je ne veux surtout pas le devoir à une quelconque promesse signée sous la contrainte. » Wolfgang lui réplique que ce n'est pas une réponse. Sous ses yeux, elle déchire le contrat de mariage dérobé le matin-même à sa mère.
Rassuré par la jeune femme et enfin confiant dans leur amour, Wolfgang lui demande sa main. Constance accepte de l'épouser et ils se marient dans la foulée, à la grande joie de Nannerl et malgré la désapprobation de Leopold (Les solos sous les draps - suite).
Après la cérémonie, Rosenberg exprime son dédain pour le travail de Mozart. Il vocifère également après Salieri, qu'il juge trop conciliant. L'intendant admet toutefois que la partition comporte quelques parties décentes. Ne pouvant réfréner son enthousiasme, il commence à chantonner l'une d'entre elles… Pour tomber nez à nez avec Salieri. Ce dernier lui fait remarquer qu'il semble beaucoup apprécier la musique de Mozart. Rosenberg nie et se dédouane en expliquant qu'il pestait de rage. Il expose également son plan à Salieri : s'asseoir avec des amis à proximité de l'empereur pour mieux huer et siffler pendant la représentation. Salieri hésite mais finit par donner son accord.
Le plan de Rosenberg est mis en échec. L'enlèvement au sérail est un triomphe, Rosenberg et Salieri sont humiliés. Wolfgang profite d'une fête en compagnie de ses amis et sa femme. Au cours de la soirée, il est approché par un librettiste talentueux, poète reconnu et auteur attitré de Salieri, Lorenzo Da Ponte. Ce dernier exprime son intérêt à travailler avec lui. Il présente à Wolfgang son projet, inspiré d'une comédie de Goldoni. Le compositeur refuse. Il est déjà sur une autre idée : Les Noces de Figaro, d'après la comédie controversée de Beaumarchais. Il se sent proche de Figaro, un personnage de basse extraction au caractère libre et insoumis. Da Ponte refuse d'abord, redoutant les ennuis qu'un thème si sulfureux pourrait lui causer. Il rappelle à Mozart que la pièce a fait scandale en France, où se propage en outre les idées révolutionnaires. Wolfgang finit par le convaincre et ils commencent à travailler ensemble.

Plusieurs mois se sont écoulés. Joseph II est convié à assister aux répétitions. A la colère de l'empereur, l'opéra se joue sans musique. Il exige des explications. Wolfgang lui explique que Rosenberg a mis un frein à son final, en déclarant que l'utilisation du ballet est interdite par décret impérial. Joseph II ne s'encombre pas de ce détail et ordonne qu'on annule cet usage. Il mandate Salieri pour résoudre le problème. Wolfgang relance la répétition, cette fois avec un accompagnement musical.

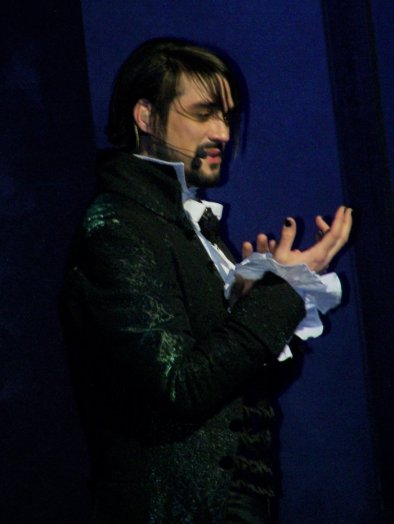
Salieri, compositeur rival et admirateur malheureux de Mozart.

Ulcéré par la complaisance de Salieri, Rosenberg le prend violemment à partie. Aussi posé que d'ordinaire, Salieri fait part à l'intendant de ses véritables pensées : la monarchie n'approuvera jamais Les Noces de Figaro et cette débâcle signera la perte de Wolfgang. Il ordonne à Rosenberg de répandre des rumeurs, de semer la discorde dans les salons et de soudoyer quelques personnes si besoin est. Il congédie ensuite l'intendant.
Rosenberg parti, Salieri reste seul. Il subit un immense conflit intérieur entre ses intérêts personnels et la musique, sublime, de Mozart. Il déplore son incapacité à égaler le talent de Wolfgang, quand bien même il se consacre jour et nuit à son art. Dévoré par la jalousie et la culpabilité, Salieri envisage de mettre fin à ses jours (L'Assasymphonie). Il se ravise et se résout finalement à mettre ses plans à l'œuvre.
Dans un premier temps, Rosenberg et Salieri semblent avoir encore échoué. Les amis de Wolfgang, dont les femmes Weber, célèbrent le succès des Noces de Figaro (Comédie-tragédie - reprise). Constance et Aloysia se réconcilient après un échange quelque peu glacial. A cet instant, l'intendant apparaît et met un terme à leur liesse : sur ordre de l'empereur, l'opéra est proscrit. La stupéfaction est générale, Constance et Aloysia accusent Rosenberg de mentir. Mais la sentence est bien réelle et Les Noces de Figaro est bel et bien interdit à Vienne.
Le compositeur et Da Ponte tentent de se remettre du fiasco de Figaro avec un nouvel opéra, Don Giovanni. Wolfgang, enthousiaste, refuse de se laisser abattre, là où Da Ponte se montre plus mesuré et terre-à-terre. Alors qu'ils se focalisent sur leur projet, Wolfgang est saisi d'un mauvais pressentiment et souffre de visions infernales. Il a la certitude que Leopold est mourant et souhaite retourner auprès de lui, ce que Da Ponte réprouve en raison du travail restant. Wolfgang ne l'entend pas ainsi et se montre élogieux envers son père (« Je lui dois tout. […] Le génie, c'est aussi l'amour qu'il m'a donné. Et sa passion pour la musique. Il a fait toute ma vie. »). À Salzbourg, c'est seule que Nannerl affronte l'agonie et le décès de Leopold (Dors mon ange).
À l'ascension fulgurante de Mozart succèdent la chute et la misère. Wolfgang est au plus mal moralement et financièrement. Alors qu'il désespère, un personnage mystérieux, masqué de pied en cap, se présente à sa porte. Il lui passe commande d'une messe et règle 100 ducats d'avance, avec la promesse de le payer davantage lorsque le Requiem sera achevé. L'inconnu part, laissant le couple Mozart seul. Extatique, Constance y voit la solution rêvée pour régler leurs problèmes financiers. Mais Wolfgang la contredit : il est viscéralement persuadé que cet homme est venu de l'au-delà et causera la fin.
À Vienne, une fête célèbre Salieri, promu chef de chœur de la chapelle impériale. Bien qu'il ait obtenu tout ce qu'il voulait, Salieri est amer de sa victoire et sait qu'il a perdu son intégrité (Victime de ma victoire). Les convives se rient du dernier opéra de Wolfgang, La Flûte enchantée. Le seul à défendre Wolfgang est Da Ponte, lequel s'esquive rapidement, révulsé par leur mesquinerie. La morale pour Salieri est amère : peu importe qu'il l'ait emporté face à Mozart, il reste perdant aux yeux de l'Histoire (Victime de ma victoire - suite).

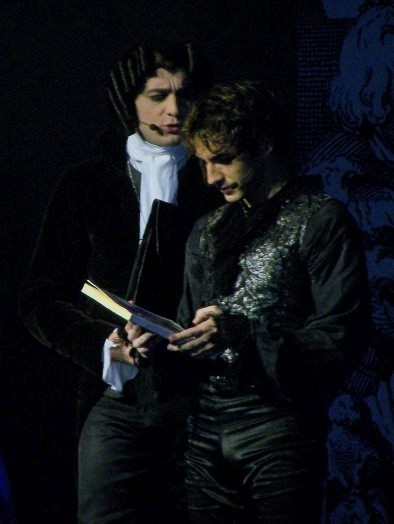
Le librettiste et ami fidèle de Mozart, Da Ponte.

Wolfgang, désargenté et malade, travaille avec son élève Süssmayr sur le Requiem. Il est la cible de tous les quolibets, ses adversaires ayant eu vent de sa souffrance physique et de la rumeur (« Il raconte partout que la mort lui aurait passer commande d'un requiem pour ses propres funérailles. »). Da Ponte fait figure d'exception et reste fidèle à Mozart (« Tout ce qui touche Mozart me touche également. Et le mépris avec lequel vous le traitez me répugne. »). A bout de forces, le compositeur s'effondre. Il est soutenu par Süssmayr et Constance, lesquels le portent jusqu'à son lit. Dans son délire, il entend La Cavalieri chanter le requiem qu'il a composé.
L'état de Wolfgang se dégrade et il peine à accueillir Salieri lors de sa visite impromptue. Son rival a eu vent de la maladie de Mozart et, rongé par le remords, vient apporter son aide. Enfin, il manifeste son empathie envers cet homme qu'il aura méprisé et adulé tour à tour. Bien que Constance s'y oppose, Wolfgang insiste pour s'entretenir avec Salieri. Il confie à son cher ennemi qu'il est mourant et n'achèvera jamais son Requiem. Lorsque Constance proteste et tente d'appeler un médecin, Mozart lui répond qu'il ne souhaite voir que Süssmayr. Il lui explique que tout le nécessaire pour terminer le requiem se trouve sur son bureau et demande à sa femme d'aller chercher son élève. Détruite, Constance accepte sa dernière volonté et part.
Wolfgang réalise à quel point sa vie est passée vite. Salieri se rend compte que la peur et l'angoisse qu'il ressentait sont absurdes, tout comme son désir vain de surpasser Wolfgang. Tous deux jurent de se retrouver, dans un lieu où leur rivalité et leurs offenses ne signifieront plus rien (Vivre à en crever). Le spectacle s'achève sur la mort et l'ascension symbolique de Wolfgang.
La troupe se réunit pour entonner le morceau C'est bientôt la fin puis salue en entonnant une reprise de L'Assasymphonie.

## Distribution des rôles

### Chanteurs
| Distribution | Pays         | Personnage | Personnage              | Personnage                      | Personnage                       | Personnage           | Personnage    | Personnage          | Personnage                      | Personnage           |
| ------------ | ------------ | ---------- | ----------------------- | ------------------------------- | -------------------------------- | -------------------- | ------------- | ------------------- | ------------------------------- | -------------------- |
| Distribution | Pays         | Statut     | Wolfgang Amadeus Mozart | Antonio Salieri                 | Constance Weber                  | Aloysia Weber        | Leopold       | Nannerl             | L'aubergiste / Le clown         | La Diva La Cavalieri |
| 2009-2011    | France       | Titulaire  | Mikelangelo Loconte     | Florent Mothe                   | Claire Pérot puis Diane Dassigny | Melissa Mars         | Solal         | Maeva Méline        | Merwan Rim                      | Estelle Micheau      |
| 2009-2011    | France       | Doublure   | Nuno Resende            | Merwan Rim                      | Diane Dassigny puis Laurie Peret | Marjolaine Piémont   | Jonathan Kerr | Marjolaine Piémont  | Nuno Resende                    | Bénédicte Charpiat   |
| 2016         | Corée du sud | Titulaire  | Mikelangelo Loconte     | Laurent Bàn                     | Diane Dassigny                   | Rafaëlle Cohen       | Solal         | Maeva Méline        | Merwan Rim puis Sébastien Agius | Odile Heimburger     |
| 2016         | Corée du sud | Doublure   | Nuno Resende            | Merwan Rim puis Sébastien Agius | Charlotte Bizjak                 | Roxane Le Texier     | Solal         | Charlotte Bizjak    | Nuno Resende                    | Odile Heimburger     |
| 2018         | Chine        | Titulaire  | Mikelangelo Loconte     | Florent Mothe                   | Aurore Delplace                  | Fanny Fourquez       |               | Noémie Garcia       | Merwan Rim                      | Odile Heimburger     |
| 2018         | Chine        | Doublure   | Nuno Resende            | Laurent Bàn                     | Charlotte Bizjak                 | Corentine Planckaert | Merwan Rim    | Charlotte Bizjak    | Merwan Rim                      | Odile Heimburger     |
| 2018         | Taïwan       | Titulaire  | Mikelangelo Loconte     | Laurent Bàn                     | Aurore Delplace                  | Fanny Fourquez       | Solal         | Noémie Garcia       | Merwan Rim                      | Odile Heimburger     |
| 2018         | Taïwan       | Doublure   | Nuno Resende            | Merwan Rim                      | Aurore Delplace                  | Fanny Fourquez       | Merwan Rim    | Noémie Garcia       | Merwan Rim                      | Odile Heimburger     |
| 2018-2019    | Chine        | Titulaire  | Mikelangelo Loconte     | Laurent Bàn                     | Anaïs Delva puis Aurore Delplace | Corentine Collier    | Solal         | Noémie Garcia       | Merwan Rim                      | Marjorie Muray-Motte |
| 2018-2019    | Chine        | Doublure   | Nuno Resende            | Merwan Rim                      | Stéphanie Schlesser              | Camille Nicolas      | Merwan Rim    | Stéphanie Schlesser | Merwan Rim                      | Marjorie Muray-Motte |
| 2024         | Chine        | Titulaire  | Mikelangelo Loconte     | Laurent Bàn                     | Noémie Garcia                    | Corentine Collier    | Solal         | Sahteene Georges    | Merwan Rim                      | Marjorie Muray-Motte |
| 2024         | Chine        | Doublure   | Yanis Richard           | Théo Road                       | Samantha Thomas                  | Lucille Nemoz        | Merwan Rim    | Samantha Thomas     | Merwan Rim                      | Marjorie Muray-Motte |

### Comédiens
| Distribution | Pays         | Personnage | Personnage         | Personnage                            | Personnage                           | Personnage         | Personnage                       | Personnage                                 |
| Distribution | Pays         | Statut     | Anna Maria Mozart  | Fridolin Weber / L'Empereur Joseph II | Cécilia Weber                        | Josépha Weber      | Sophie Weber                     | Le comte Rosenberg, intendant de Joseph II |
| 2009-2011    | France       | Titulaire  | Jocelyn Sand       | Jean-Michel Meunier                   | Delphine Grandsart puis Ariane Pirie | Marjolaine Piémont | Diane Dassigny puis Laurie Peret | Yamin Dib                                  |
| 2009-2011    | France       | Doublure   | Bénédicte Charpiat | Jean-Michel Meunier                   | Bénédicte Charpiat                   | Marjolaine Piémont | Diane Dassigny puis Laurie Peret | Jonathan Kerr                              |
| 2016         | Corée du sud | Titulaire  | Bénédicte Charpiat | Jean-Michel Meunier                   | Céline Duhamel                       | Roxane Le Texier   | Charlotte Bizjak                 | Guillaume Delvingt                         |
| 2016         | Corée du sud | Doublure   | Caroline Le Tac    | Jean-Michel Meunier                   | Caroline Le Tac                      | Roxane Le Texier   | Charlotte Bizjak                 | Guillaume Delvingt                         |
| 2018         | Chine        | Titulaire  | Benedicte Charpiat | Jean-Michel Meunier                   | Céline Duhamel                       | Corentine Collier  | Charlotte Bizjak                 | Yamin Dib                                  |
| 2018         | Chine        | Doublure   | Alexia Degremont   | Jean-Michel Meunier                   | Alexia Degremont                     | Manon Bartoletti   | Joanne Gracia Y Gracia           | Yamin Dib                                  |
| 2018         | Taïwan       | Titulaire  | Bénédicte Charpiat | Jean-Michel Meunier                   | Céline Duhamel                       | Camille Nicolas    | Joanne Gracia Y Gracia           | Yamin Dib                                  |
| 2018-2019    | Chine        | Titulaire  | Bénédicte Charpiat | Jean-Michel Meunier                   | Céline Duhamel                       | Camille Nicolas    | Stéphanie Schlesser              | Yamin Dib                                  |
| 2024         | Chine        | Titulaire  | Liana Fulga        | Jean-Michel Meunier                   | Céline Duhamel                       |                    |                                  | Yamin Dib                                  |

| Distribution | Pays         | Personnage | Personnage                    | Personnage         | Personnage            | Personnage       |
| Distribution | Pays         | Statut     | Gottlieb Stephanie / Süssmayr | Colloredo          | Le tuteur / L'inconnu | Lorenzo da Ponte |
| 2009-2011    | France       | Titulaire  | Nuno Resende                  | Mathias Jung       | Mathias Jung          | Patrice Maktav   |
| 2009-2011    | France       | Doublure   | Nuno Resende                  | Mathias Jung       | Mathias Jung          | Patrice Maktav   |
| 2016         | Corée du sud | Titulaire  | Nuno Resende                  | Jonathan Kerr      | Mathias Jung          | Philippe Escande |
| 2016         | Corée du sud | Doublure   | Nuno Resende                  | Jonathan Kerr      | Mathias Jung          | Philippe Escande |
| 2018         | Chine        | Titulaire  | Nuno Resende                  | Guillaume Delvingt | Mathias Jung          | Philippe Escande |
| 2018         | Chine        | Doublure   | Nuno Resende                  | Philippe Escande   | Mathias Jung          | Philippe Escande |
| 2018         | Taïwan       | Titulaire  | Nuno Resende                  | Guillaume Delvingt | Mathias Jung          | Philippe Escande |
| 2018         | Taïwan       | Doublure   | Nuno Resende                  | Philippe Escande   | Mathias Jung          | Philippe Escande |
| 2018-2019    | Chine        | Titulaire  | Nuno Resende                  | Guillaume Delvingt | Mathias Jung          | Philippe Escande |
| 2018-2019    | Chine        | Doublure   | Nuno Resende                  | Philippe Escande   | Mathias Jung          | Philippe Escande |
| 2024         | Chine        | Titulaire  |                               | Guillaume Delvingt | Guillaume Delvingt    | Philippe Escande |
| 2024         | Chine        | Doublure   |                               | Philippe Escande   | Guillaume Delvingt    | Philippe Escande |

## Musiciens

### Album
- Jean-Pierre Pilot : Claviers, programmations
- William Rousseau : Guitares, basse, programmations
- Olivier Schultheis : Basse, arrangement cordes et direction d'orchestre
- David Salkin : Batterie
- Nicolas Fizman : Basse
- Marc Chantereau : Percussions
- Rod Janois : Piano
- Marielle Hervé : Arrangement des chœurs

### Scène
- Batterie : David Salkin
- Basse : Olivier Schultheis
- Guitare : William Rousseau
- Guitare : François Bodin
- Claviers : Sébastien Cortella

## Production

### Genèse
Mozart, l'opéra rock est un projet porté par Albert Cohen et Dove Attia. Attia esquisse l'idée d'un spectacle centré sur le compositeur dès ses vingt-cinq ans, lorsqu'il entend le Requiem et découvre Amadeus de Milos Forman dans la foulée. Il estime que « la vie de Mozart est aussi géniale que son œuvre ». Cohen affirme pour sa part que le compositeur « était une rock star avant l'heure. Créer un opéra rock sur ce génie absolu de la musique est un défi passionnant ». Le duo s'entoure notamment de Rod Janois, William Rousseau, Olivier Schultheis et Jean-Pierre Pilot. Attia, Janois, Rousseau, Schultheis et Pilot forment ce qui est communément appelé la bande des cinq.

### Musique
D'emblée, la trame est pensée pour alterner des morceaux de composition pop-rock et des classiques de Wolfgang Amadeus Mozart. Le spectacle comporte de nombreux passages du requiem et de L'enlèvement au sérail ainsi que le final du 3e acte des Noces de Figaro. Y figurent également des extraits de La flûte enchantée, de l'aria d'II re pastore, du final de la symphonie n°10, de la symphonie concertante, du concerto n°23 pour piano, du concerto n°21 pour piano, de la messe funèbre maçonnique, de la symphonie n°40, de la petite musique de nuit, de la sonate pour piano n°11 et du concerto pour clarinette. L'aria de La fiera di Venezia, un opera buffa composé par Salieri, peut aussi être entendue.
La première chanson composée pour le projet est Vivre à en crever. Dove Attia estime que « la voix rock de Mikelangelo Loconte et la voix douce de Florent Mothe feront un duo magnifique pour annoncer la mort de Mozart et la fin du spectacle ». Le titre Si je défaille, la chanson phare de Constance, est composé par Lili Ster. La piste Le Bien qui fait mal fut interprétée pour la première fois lors d'un concert au Transbordeur de Lyon.

### Costumes
Les costumes sont signés Gigi Lepage. La garde-robe de la troupe bénéficie également de la collaboration de Swaroski : l'entreprise a fourni au spectacle ses bijoux et ses pierres en cristal. 

### Casting
Mikelangelo Loconte est repéré par Attia et Cohen lors d'une soirée. Il est alors sans grande expérience de la scène française et exerce la musique tout en étant sans domicile fixe. Son exubérance et son aplomb séduisent les producteurs qui l'incitent à passer les castings. Il remporte le rôle principal de Mozart, figure emblématique au sujet de laquelle il déclare : « Mozart était la première rock star. Il était subversif et avait compris que la musique devait voler, voyager. On lui doit tout ».
Florent Mothe est découvert par les producteurs grâce à une reprise de Bohemian Rhapsody (Queen) qu'il poste sur Internet. Mothe vit alors au Canada et saisit l'opportunité : « Mon profil correspondait à l'esprit opéra rock qu'ils voulaient. Ils m'ont demandé de venir passer un casting. C'était en juin 2008, je n'avais plus que 200 $ sur mon compte et mon visa expirait un mois plus tard ». A tout juste vingt-quatre ans, il retourne alors en France et décroche le rôle de Salieri, anti-héros du spectacle.

Alors qu'elle s'apprête à quitter la France pour des projets professionnels, Melissa Mars découvre les maquettes de l'opéra rock et est aussitôt séduite par l'univers. Poussée par sa coach de chant Nathalie Dupuy, elle travaille le registre lyrique et passe les auditions. Elle est choisie pour incarner la mystérieuse Aloysia. Très vite, elle est en opposition avec Attia sur la vision du rôle. Le producteur estime qu'Aloysia n'a jamais aimé Mozart, ce que cette dernière contredit : « [Elle] l'a aimé mais il lui a brisé le cœur en partant à Paris. Son refus est une vengeance ». Mars parvient à influer sur l'écriture d'Aloysia, des paroles étant composées sur mesure à sa suggestion. Elle fait en outre des suggestions au metteur en scène Olivier Dahan.

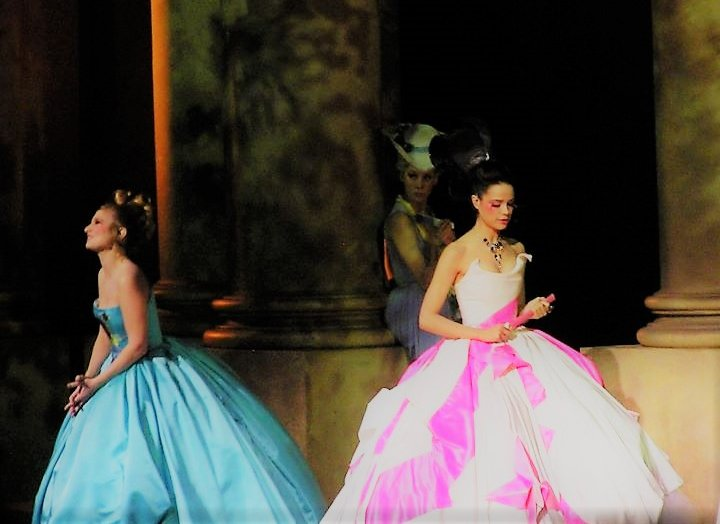
Diane Dassigny (Constance) au côté de Melissa Mars (Aloysia).

Melissa Mars porte le regard suivant sur la cantatrice : « [Ce] personnage comporte beaucoup de mystères, on a très peu d'informations sur elle, pas de biographie, pas de lettres [...]. Alors qu'elle était le premier amour de Mozart ! On a très peu de traces... À quel point a-t-elle pu camoufler ses sentiments ? [...] C'est une vraie personne, et j'ai eu la sensation de faire fusion, de lui donner une deuxième chance, d'exprimer des sentiments qu'elle n'a pas pu exprimer de son vivant. C'était important de lui permettre cette expression. On découvre aussi ses relations avec sa sœur Constance et Mozart, et avec ses parents, qui la poussent dans sa carrière ». On note ainsi qu'Aloysia apparaît comme une figure nettement plus sympathique et franche dans la captation 3D (2011) que dans la captation originale (2009) : la version cinéma explicite davantage ses sentiments sincères envers Wolfgang mais aussi sa colère et son chagrin face à son départ. Elle prend aussi le parti de Mozart face à son principal détracteur, Rosenberg, durant la reprise de Comédie-tragédie.
Représentée par la Warner, Maeva Méline se voit offrir le rôle de Nannerl grâce au succès de sa page MySpace. Elle note avoir de fortes similitudes avec la sœur de Mozart, dont la nature protectrice.
Révélé par Michel Berger dans Starmania (1988), Solal retourne au domaine des comédies musicales via Mozart. Il n'avait pas joué dans ce type de production depuis l'échec de Tristan et Yseult, en 2001, un projet reçu durement par la critique et retiré de l'affiche deux semaines après son lancement. Albert Cohen le choisit pour camper Leopold, le père de Wolfgang.
Merwan Rim est un habitué des productions Attia-Cohen : il figure dans Les Dix Commandements et Le Roi Soleil. Il interprète ici le double-rôle de l'aubergiste et du clown, métaphore des souffrances et doutes de Mozart.

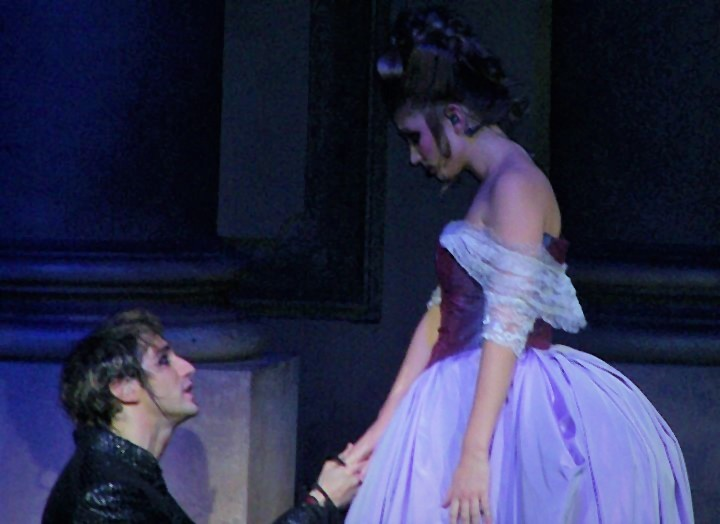
Diane Dassigny (Constance) avec Mikelangelo Loconte (Mozart), lors de la scène de demande en mariage.

Claire Pérot, comédienne et chanteuse récompensée pour le rôle de Sally Bowles dans Cabaret, est choisie pour incarner le personnage féminin principal, Constance. Elle évoque l'alchimie qui la lie à Mikelangelo Loconte. Fin 2009, quatre semaines après le début de la tournée, Pérot quitte la troupe. Son départ est annoncé deux mois plus tard, en janvier 2010. La presse met alors en avant le caractère ingérable de l'artiste et des tensions avec ses costars, des rumeurs vite démenties par Dove Attia : « Elle a eu une offre qu'elle ne pouvait pas refuser... Son premier grand rôle au cinéma ! Après, j'avais le choix : ou bien je lui disais non, et j'avais une comédienne qui entrait sur scène à contre-cœur, ou bien je la laissais partir et réaliser son rêve ».
Sa doublure, Diane Dassigny, est alors officialisée comme titulaire du rôle. Pérot figure sur la première captation du spectacle et Dassigny sur la seconde, réalisée en 3D et destinée aux cinémas.

## Discographie et filmographie

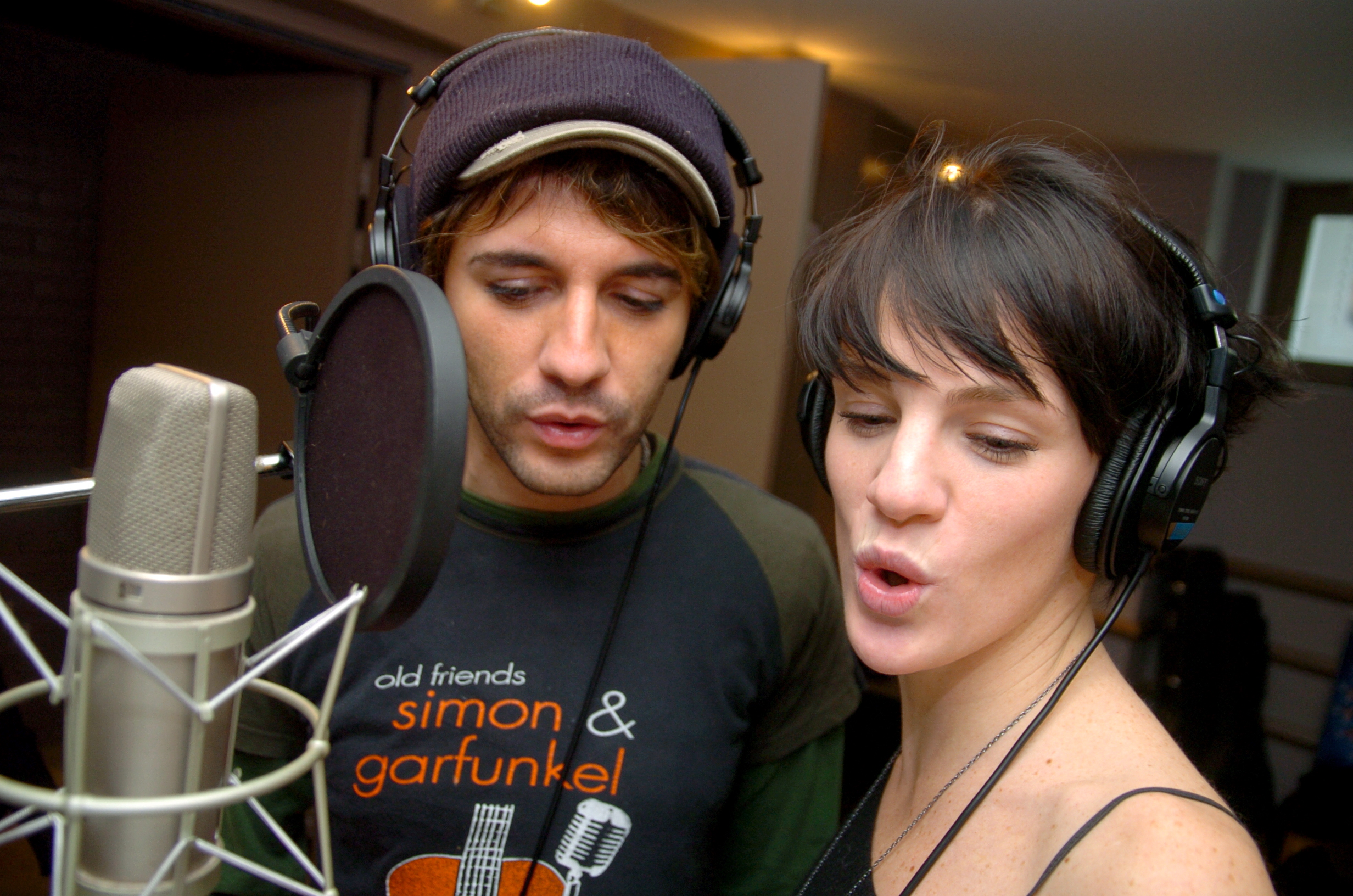
Mikelangelo Loconte et Claire Pérot durant l'enregistrement de l'album de Mozart, l'opéra rock, le 15 janvier 2009 à Paris.

Le premier single sort en décembre 2008 : il comporte les titres Tatoue-moi (interprété par Mikelangelo Loconte, Mozart dans le spectacle) et Quand le rideau tombe (chanté par Solal alias Leopold Mozart). Il contient également le clip Tatoue-moi ainsi qu'une vidéo making-of du tournage à Prague (10 min). Le single a été n°1 des ventes physiques pendant 5 semaines, et est resté 11 semaines dans le Top 5.
Cinq autres singles suivront entre 2009 et 2010 : Vivre à en crever, interprété par Florent Mothe et Mikelangelo Loconte ; L'Assasymphonie, interprété par Florent Mothe ; Le Bien qui fait mal, interprété par Florent Mothe et la troupe ; J'accuse mon père, interprété par Solal ; C'est bientôt la fin par la troupe. Chacun est accompagné d'un clip vidéo.
L'album simple, composé de 12 titres, sort le 27 avril 2009.
L'album intégral, composé de 27 titres, est disponible le 21 septembre 2009.
L'album intégral édition de luxe (ultimate), composé de 27 titres et d'un DVD comprenant les coulisses du spectacle, des making-of et des clips, paraît le 26 novembre 2009.
Le DVD de la captation du spectacle est édité le 3 novembre 2010.

### Supports physiques[15]

#### Singles (chanson et clip)
- Tatoue-moi : Mikelangelo Loconte ; mi-décembre 2008

- Vivre à en crever : Mikelangelo Loconte et Florent Mothe ; le 16 mars 2009

- L'Assasymphonie : Florent Mothe ; le 22 juin 2009

- Le Bien qui fait mal : la troupe ; le 4 novembre 2009

- J'accuse mon père : Solal ; radio le 1er février 2010 ; clip le 26 mars 2010

- C'est bientôt la fin : la troupe ; le 31 octobre 2010

#### Album double
| CD1 - L'ouverture (instrumental) - Penser l'impossible (Solal et Maeva Méline) - La chanson de l'aubergiste (Merwan Rim) - Le trublion (Mikelangelo Loconte) - Bim bam boum (Melissa Mars) - Ah! Vous dirais-je maman (Claire Pérot) - Six pieds sous terre (Claire Pérot et Melissa Mars) - J'accuse mon père (Solal) - Tatoue-moi (Mikelangelo Loconte) - La procession (instrumental) - La mascarade (instrumental) - Je dors sur des roses (Mikelangelo Loconte) - Comédie Tragédie (Merwan Rim) - Place je passe (Mikelangelo Loconte) - Si je défaille (Claire Pérot) - Le bien qui fait mal (La troupe) - Les solos sous les draps (Claire Pérot, Maeva Méline, Solal) | CD2 - L'Assasymphonie (Florent Mothe) - L'opérap (Mikelangelo Loconte, Claire Pérot, Melissa Mars) - Dors mon ange (Maeva Meline) - Victime de ma victoire (Florent Mothe) - Vivre à en crever (Mikelangelo Loconte, Florent Mothe) - Debout les fous (La troupe) - Je danse avec les dieux (Mikelangelo Loconte) - Quand le rideau tombe (Solal) - Bonheur de malheur (Melissa Mars, Claire Pérot) - Le Carnivore (Mikelangelo Loconte) - C'est bientôt la fin (La troupe) inédit - L'amour c'est ma guerre (Melissa Mars, Claire Pérot) inédit - Tatoue-moi Version acoustique inédit - L'Assasymphonie Version acoustique inédit - Bim bam boum Version acoustique inédit - Le bien qui fait mal Version solo de Salieri inédit |

#### Album intégral (ultimate)
L'album intégral est sorti le 4 octobre 2010. Il reprend tous les titres (inclus les inédits C'est bientôt la fin et L'amour c'est ma guerre), 3 titres en version acoustique, 1 titre (L'Assasymphonie) en version acoustique live et les 6 clips (Tatoue-moi, Vivre à en crever, L'Assasymphonie, Le bien qui fait mal, C'est bientôt la fin et J'accuse mon père).
| CD1 1. L'ouverture - 0:57 2. Penser l'impossible - 3:30 3. La chanson de l'aubergiste - 1:55 4. Le trublion - 3:22 5. Bim Bam Boum - 3:00 6. Ah! Vous dirais-je maman - 1:56 7. Six pieds sous terre - 2:49 8. J'accuse mon père - 3:08 9. Tatoue-moi - 3:21 10. La procession - 2:01 11. La mascarade - 1:48 12. Je dors sur des roses - 4:03 13. Comédie tragédie - 1:49 14. Place je passe - 2:46 15. Si je défaille - 3:08 16. Le bien qui fait mal(la Troupe) - 2:51 17. Les solos sous les draps - 3:40 | CD2 1. L'Assasymphonie - 3:40 2. L'opérap - 2:23 3. Dors mon ange - 2:32 4. Victime de ma victoire - 2:42 5. Vivre à en crever - 4:00 6. Debout les fous - 4:43 7. Je danse avec les dieux - 3:16 8. Quand le rideau tombe - 3:54 9. Bonheur de malheur - 3:47 10. Le carnivore - 4:07 11. C'est bientôt la fin - 3:46 12. L'Amour c'est ma Guerre - 2:31 13. Tatoue-moi - 2:53 14. Vivre à en crever - 3:54 15. L'Assasymphonie - 3:01 16. Bim Bam Boum - 2:58 17. Le bien qui fait mal - 2:52 | DVD 1. Les coulisses du spectacle 2. Le making of 3. Tatoue-moi - le clip 4. Tatoue-moi - les coulisses du tournage 5. Vivre à en crever - le clip 6. Vivre à en crever - les coulisses du spectacle 7. L'Assasymphonie - le clip 8. L'Assasymphonie - les coulisses du tournage |

#### DVD
La captation du spectacle sort en DVD le 5 novembre 2010. Une autre captation, filmée en 3D, est réalisée le 21 décembre 2010 au Palais des Sports de Paris. La version 3D est projetée dans les cinémas fin novembre 2011.

## Représentations

### Dans les pays francophones

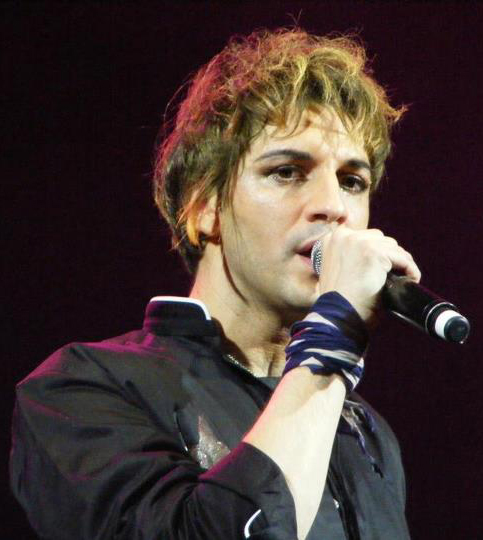
Mikelangelo Loconte au Grand Rex pour promouvoir L'opéra rock.

La première représentation a lieu le 22 septembre 2009 au Palais des sports de Paris. L'opéra rock se prolonge jusqu'au 3 janvier 2010 au Palais des sports et joue à guichets fermés.
Du 4 février 2010 au 3 juillet 2010, la troupe est en tournée en France, en Belgique et en Suisse, avant un retour au Palais des Sports de Paris du 9 novembre 2010 au 9 janvier 2011.
Une nouvelle tournée commence le 28 janvier 2011 au Zénith de Lille et se termine les 8, 9 et 10 juillet 2011 au Palais omnisports de Paris-Bercy.
Un concert (sans costumes ni décors) est organisé au Grand Rex de Paris le 7 novembre 2011 afin de promouvoir la sortie de la captation 3D en salles.
Suivant l'exemple de Starmania et Notre-Dame de Paris, une version symphonique est produite en septembre 2014. Une représentation spéciale est organisée au Palais des sports de Paris. La conjoncture et les difficultés liées au contexte économique stoppent la version symphonique : les sept dernières dates sont annulées à la dernière minute.

### Dans le monde
En février et octobre 2013, le spectacle est en tournée à Kiev, Moscou et Saint-Pétersbourg dans une version symphonique accompagnée par la Chorale et l’Orchestre national de Kiev. Ces représentations connaissent un grand succès : elles rassemblent plus de 50 000 spectateurs en l'espace de 10 concerts.

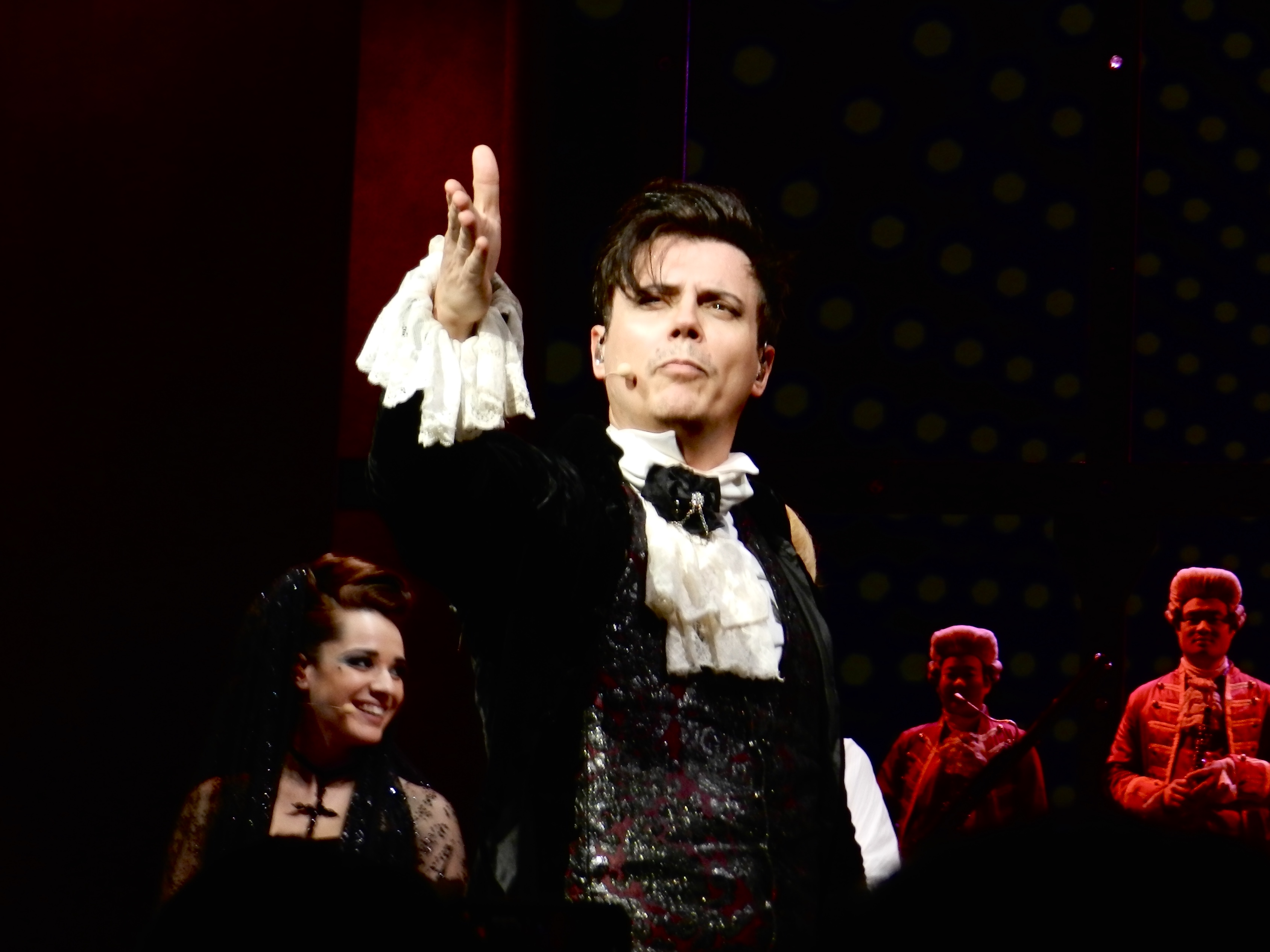
Laurent Bàn incarne Salieri durant les tournées asiatiques.

Le 16 août 2014, la troupe a participé au Festival international de Carthage à Tunis.
De février à avril 2016, le spectacle est en tournée en Corée du Sud. Cette tournée se poursuivra de 2018 à 2019 à Taïwan et en Chine, au Shanghai Culture Square.
La distribution des tournées en Asie, en plus des interprètes originaux, compte d'autres artistes chevronnés de la scène musicale francophone : on retrouve ainsi Laurent Bàn (Le Petit Prince, Zorro le musical) dans le rôle de Salieri, Rafaëlle Cohen (Sister Act, Le Bal des vampires) dans celui d'Aloysia ou encore Aurore Delplace (Cendrillon - le spectacle musical, La revanche d'une blonde) et Anaïs Delva (Dracula - l'amour plus fort que la mort, Salut les copains) pour interpréter Constance.

## Succès public

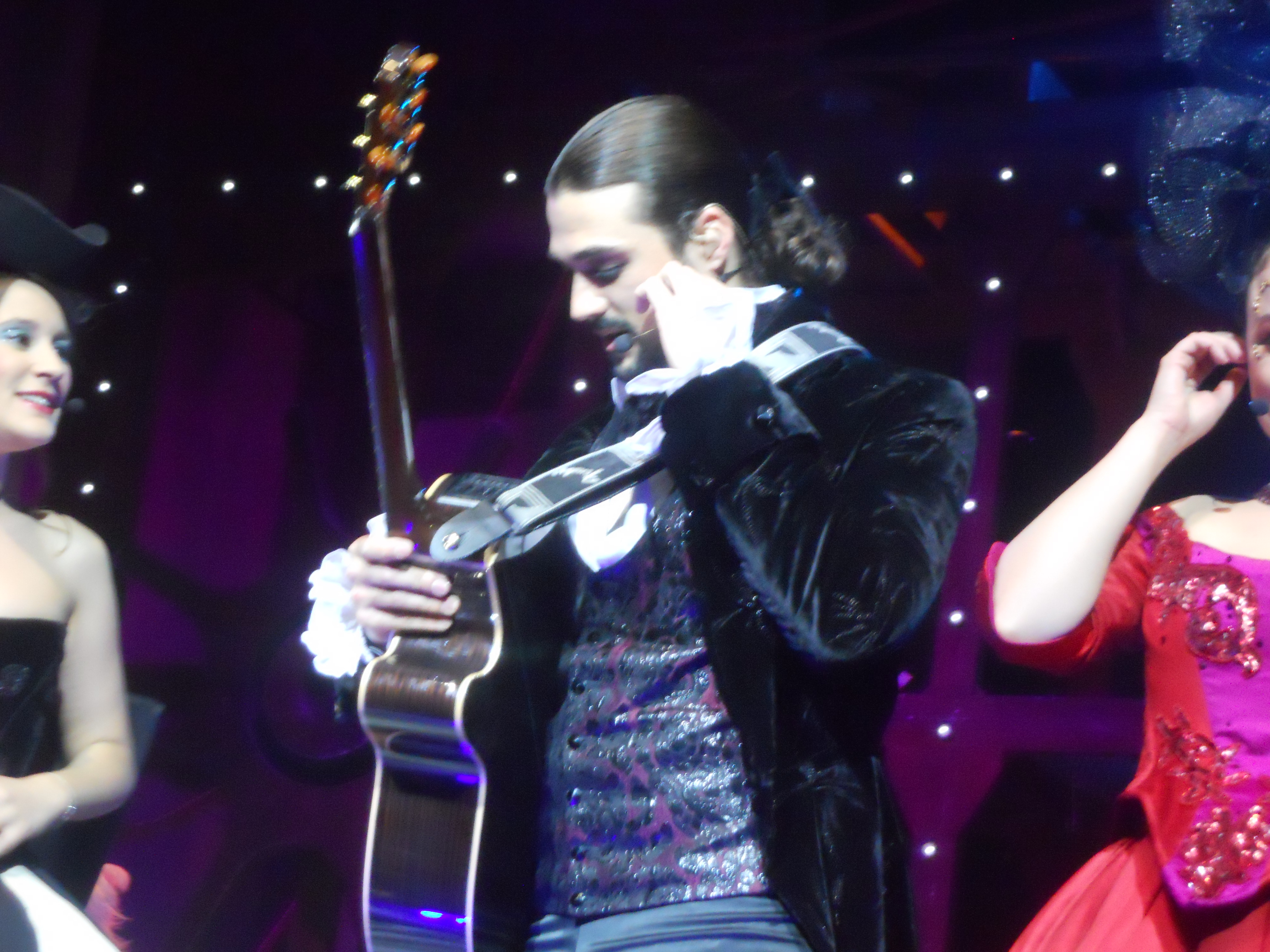
Florent Mothe entouré de Maeva Méline (à gauche) et Estelle Micheau (à droite) lors des rappels.

Dès la diffusion de son premier single, Tatoue-moi, Mozart l'opéra rock connaît un engouement immédiat auprès du public. Cet intérêt ne se démentira jamais par la suite.
Le spectacle est considéré comme un succès : la comédie musicale s’est classée numéro 1 des ventes de spectacles pour la saison 2009-2010, avec 800 000 billets vendus. Aux dernières représentations à Paris-Bercy, le spectacle a attiré plus de 1 300 000 spectateurs. Finalement, il est estimé qu'environ 1,4 million de spectateurs ont assisté au spectacle.
La comédie musicale compte 700 000 albums vendus et est certifié disque de diamant.
Le succès national de Mozart, l'opéra rock permet de promouvoir le spectacle à échelle mondiale. La captation 3D réalisée en France est diffusée dans les salles de cinéma et les plateformes numériques en Asie, en Europe et aux États-Unis.

## Réception critique
Le spectacle a reçu un accueil mitigé de la part de la critique francophone.
- Le Figaro salue le travail sur la lumière et quelques « trouvailles de mise-en-scène » mais il pointe « le son médiocre, un livret sans consistance et un casting inégal », porté par la prestation à la fois outrancière et désincarnée de Mikelangelo Loconte[25].
- Le Point loue également le travail de lumière mais regrette des « mélodies insipides » et une « médiocrité ambiante », que les interprètes ne parviennent pas à rehausser[26].
- France-Soir évoque un spectacle « sans génie et sans impertinence », plombé par « une première partie décousue », des interprètes féminines qui « minaudent » et un Mozart qui « gesticule »[27].
- L'Express admire les « tableaux stylisés » mais déplore une « narration bâclée », à laquelle il manque « un souffle, du piment, un élan »[28].
- Têtu ne cache pas son scepticisme : l'article évoque un spectacle « pailleté, sucré comme une meringue », « ultra divertissant » mais sans « prouesses vocales »[29].

- À l'inverse, la journaliste de Première Camille Dubois affirme qu'« Olivier Dahan réussit son pari »[30].
- Sur le site spécialisé musicalavenue, Baptiste Delval loue la qualité des influences musicales « comme Queen (Tatoue-moi, Si je défaille) ou The Sparks (Victime de ma victoire), et de leurs héritiers : Muse (Penser l'Impossible, Quand le rideau tombe) et Placebo (Le Trublion, L'Assasymphonie, Dors mon ange) »[31].
- Sur un autre site spécialisé, regardencoulisse.com, Thierry Quinson, malgré quelques reproches sur le son et la faiblesse dramatique du deuxième acte, affirme que le projet « marque une véritable évolution par rapport aux grands spectacles musicaux de ces dernières années : des chansons mieux écrites, moins formatées et sirupeuses, un récit mieux construit laissant plus de place à la comédie et des chorégraphies moins envahissantes et systématiques »[32].

## Récompenses
NRJ Music Awards 2010 :
- Groupe / duo / Troupe française de l'année
- Révélation Française de l'année pour Florent Mothe
- Chanson Française de l'année pour L'Assasymphonie

## Les adaptations deMozart, l'opéra rock
À la suite du succès de la production française, les États-Unis, le Canada, le Royaume-Uni, l'Australie, la Nouvelle-Zélande, le Japon et la Corée du Sud ont signé pour des adaptations en langues locales du spectacle.

### Production sud-coréenne
L'adaptation sud-coréenne est annoncée le 18 novembre 2011 avec l'acteur Daniel Henney dans le rôle principal, la chanteuse Lee Hyori en Aloysia et Lee Hae-ri du duo Davichi en Constance,.
Le 23 décembre 2011, la troupe française encourage l'équipe sud-coréenne via une vidéo YouTube.
Le projet, plusieurs fois repoussé, aboutit finalement en 2012. À l'exception de Lee Hae-ri, le casting diffère de celui annoncé. Le spectacle se joue du 14 février au 11 mars 2012, au Keimyung Arts Center.

#### Distribution[37]
| |  |  |
| Les deux interprètes de Constance dans la production sud-coréenne : Lee Hae-ri (à gauche) et Kwak Sun-young (à droite). |  |  |

- Wolfgang Amadeus Mozart : Ko Yu-jin / Kim Ho-young / Park Han-geun
- Antonio Salieri : Kim Joon-hyun / Kang Tae-eul
- Constance Weber : Lee Hae-ri / Kwak Sun-young
- Leopold Mozart : Sung Woo-shin / Lee Ki-dong
- Nannerl Mozart : Hong Ryun-hee
- Aloysia Weber : Choi Yoo-ha / Kim Min-ju
- Constance Weber : Sayaka Akimoto
- L'aubergiste : Joon Oh-kim
- Cécilia Weber : Choi Hyun-sun
- Fridolin Weber / Joseph II : Jang Won-Ryung
- L'Archevêque Colloredo : Hyun Shim-jae
- Le comte Rosenberg : Suk Sung-yul
- Anna Maria Mozart : Jang Yi-joo
- La Diva La Cavalieri : Heo Jin-ah
- Le tuteur : Kim Sang-hyun
- Lorenzo Da Ponte : Lee Sung-jo
- Josépha Weber : Choi Miso
- Sophie Weber : Kim Bom
- Stéphanie Gottlieb : Song Iju

### Production japonaise
La version japonaise (『ロックオペラ モーツァルト』) est jouée du 11 au 17 février 2013 à Tokyo, et du 22 au 24 février 2013 à Osaka.
Cette production a pour principale singularité d'avoir deux chanteurs principaux, Koji Yamamoto et Akinori Nakagawa, lesquels campent alternativement Mozart et Salieri : dans la version indigo, Koji Yamamoto joue Mozart et Akinori Nakagawa incarne Salieri ; dans la version rouge c'est Akinori Nakagawa qui interprète le rôle-titre et Koji Yamamoto qui se glisse dans le rôle de son rival Salieri.
Deux CD existent : une version indigo et une version rouge.

#### Equipe technique
- Mise en scène : Philip McKinley
- Scénario : Toru Yoshikawa
- Direction musicale : Yasuaki Maeshima
- Chorégraphie : Tetsuji Masuda
- Décors : Rumi Matsui
- Son : Koichi Yamamoto
- Costumes : Atsushi Arimura

#### Distribution

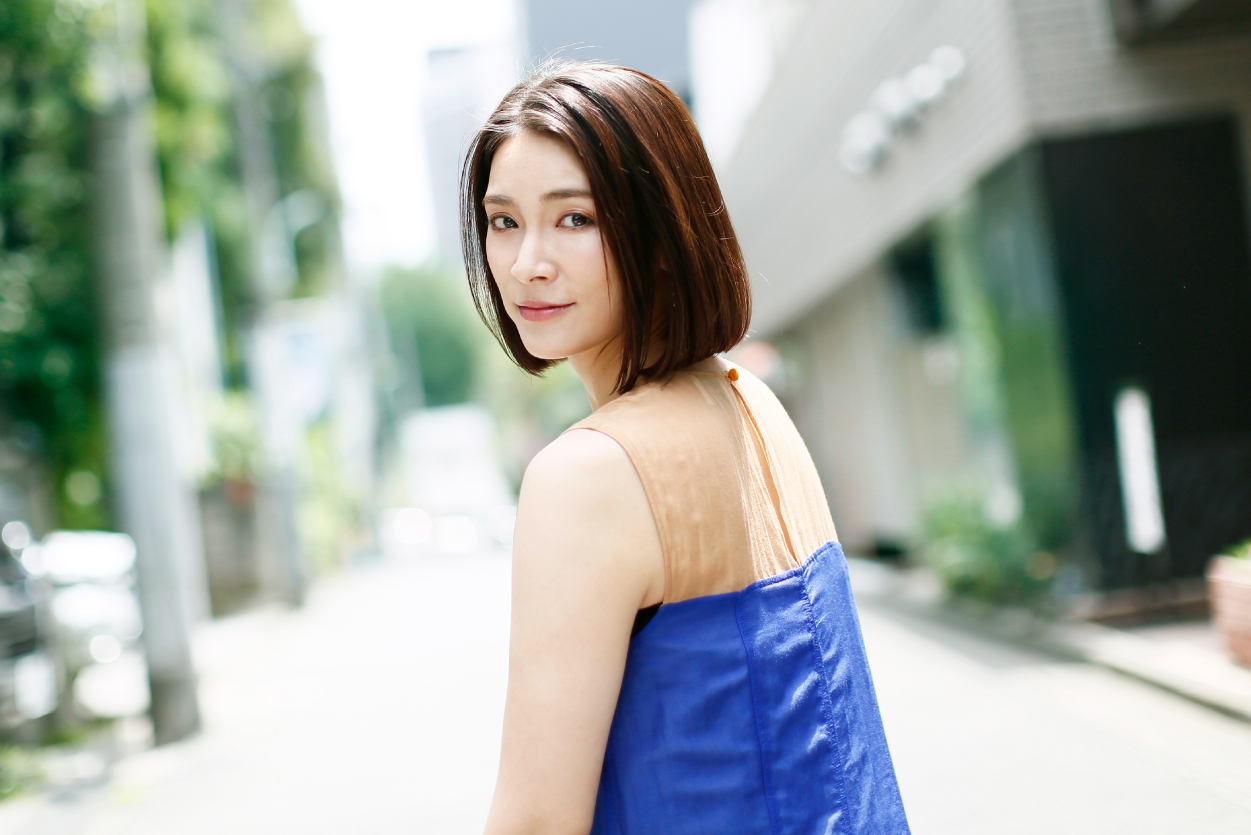
Sayaka Akimoto incarne le rôle féminin principal de la production japonaise, celui de Constance.

- Wolfgang Amadeus Mozart : Koji Yamamoto (indigo) / Akinori Nakagawa (rouge)
- Antonio Salieri : Akinori Nakagawa (indigo) / Koji Yamamoto (rouge)
- Constance Weber : Sayaka Akimoto
- L'aubergiste / le clown : Shingo Tsurumi
- Cécilia Weber : Midoriko Kimura
- Leopold Mozart : George Takahashi
- Nannerl Mozart : Mika Kikuchi
- Aloysia Weber : Akane Liv
- Fridolin Weber / Joseph II : Toshiya Sakai
- L'Archevêque Colloredo / Le tuteur : Kong Kuwata
- Le comte Rosenberg : Koichiro Yuzawa
- Anna Maria Mozart : Takeko Kitamura
- La Diva La Cavalieri : Rûmi Kitahara
- Lorenzo Da Ponte : Ryuji Ueyama
- Josépha Weber : Emi Kuriyama
- Sophie Weber : Sayuri Hirata